# Norm Ullman
Norman Victor Alexander Ullman (* 26. prosince 1935) je bývalý kanadský hokejový útočník.

## Hráčská kariéra
Jako junior hrával v Edmontonu v klubech Edmonton Oil Kings a Edmonton Flyers, v roce 1955 začal hrát profesionálně za Detroit Red Wings. Ve druhé sezóně začal hrávat v útočné řadě s Gordie Howem a Tedem Lindsayem. Byl ceněn pro svou houževnatost a schopnost forčekingu. Byl také dobrým střelcem, v ročníku 1964/1965 se stal nejlepším střelcem ligy a třikrát nejlepším střelcem týmu. Uprostřed sezóny 1967/1968 byl vyměněn do Toronto Maple Leafs, kde odehrál ještě sedm sezón. V roce 1971 překonal jako pátý hráč historie hranici 1000 bodů, v NHL zaznamenal celkem 1229 bodů (490 gólů a 739 asistencí). Stanley Cup nikdy nezískal, s Detroitem se dostal pětkrát do finále. Kariéru ukončil dvěma sezónami za Edmonton Oilers ve WHA.

## Úspěchy a ocenění
- člen prvního All Star týmu 1965, druhého All-Star týmu 1967
- nejlepší střelec NHL 1964/1965, dvojnásobný nejproduktivnější hráč play-off
- 11násobný účastník NHL All-Star Game
- jmenován do Hokejové síně slávy v roce 1982

## Prvenství
- Debut v NHL – 6. října 1955 (Detroit Red Wings proti Chicago Black Hawks)
- První asistence v NHL – 9. října 1955 (Detroit Red Wings proti New York Rangers)
- První gól v NHL – 16. října 1955 (Detroit Red Wings proti Toronto Maple Leafs, kanadskému brankáři Harry Lumley)
- První hattrick v NHL – 21. ledna 1960 (Detroit Red Wings proti Boston Bruins)

## Rekordy
- nejkratší odstup od dvou po sobě jdoucích gólů v zápase play-off - 5 sekund

## Klubové statistiky
| Sezóna       | Klub                | Soutěž       |      | Základní část | Základní část | Základní část | Základní část | Základní část |    | Play off | Play off | Play off | Play off | Play off |
| Sezóna       | Klub                | Soutěž       | Z    | G             | A             | B             | TM            | Z             | G  | A        | B        | TM       |          |          |
| 1951–52      | Edmonton Oil Kings  | WCJHL        | 1    | 1             | 0             | 1             | 0             | 1             | 0  | 0        | 0        | 0        |          |          |
| 1952–53      | Edmonton Oil Kings  | WCJHL        | 36   | 29            | 47            | 76            | 4             | 13            | 4  | 6        | 10       | 0        |          |          |
| 1953–54      | Edmonton Oil Kings  | WCJHL        | 36   | 56            | 45            | 101           | 17            | 10            | 11 | 26       | 37       | 0        |          |          |
| 1953–54      | Edmonton Flyers     | WHL          | 1    | 1             | 0             | 1             | 0             | —             | —  | —        | —        | —        |          |          |
| 1954–55      | Edmonton Flyers     | WHL          | 60   | 25            | 34            | 59            | 23            | 9             | 3  | 1        | 4        | 6        |          |          |
| 1955–56      | Detroit Red Wings   | NHL          | 66   | 9             | 9             | 18            | 26            | 10            | 1  | 3        | 4        | 13       |          |          |
| 1956–57      | Detroit Red Wings   | NHL          | 64   | 16            | 36            | 52            | 47            | 5             | 1  | 1        | 2        | 6        |          |          |
| 1957–58      | Detroit Red Wings   | NHL          | 69   | 23            | 28            | 51            | 38            | 4             | 0  | 2        | 2        | 4        |          |          |
| 1958–59      | Detroit Red Wings   | NHL          | 69   | 22            | 36            | 58            | 42            | —             | —  | —        | —        | —        |          |          |
| 1959–60      | Detroit Red Wings   | NHL          | 70   | 24            | 34            | 58            | 46            | 6             | 2  | 2        | 4        | 0        |          |          |
| 1960–61      | Detroit Red Wings   | NHL          | 70   | 28            | 42            | 70            | 34            | 11            | 0  | 4        | 4        | 4        |          |          |
| 1961–62      | Detroit Red Wings   | NHL          | 70   | 26            | 38            | 64            | 54            | —             | —  | —        | —        | —        |          |          |
| 1962–63      | Detroit Red Wings   | NHL          | 70   | 26            | 30            | 56            | 53            | 11            | 4  | 12       | 16       | 14       |          |          |
| 1963–64      | Detroit Red Wings   | NHL          | 61   | 21            | 30            | 51            | 55            | 14            | 7  | 10       | 17       | 6        |          |          |
| 1964–65      | Detroit Red Wings   | NHL          | 70   | 42            | 41            | 83            | 70            | 7             | 6  | 4        | 10       | 2        |          |          |
| 1965–66      | Detroit Red Wings   | NHL          | 70   | 31            | 41            | 72            | 35            | 12            | 6  | 9        | 15       | 12       |          |          |
| 1966–67      | Detroit Red Wings   | NHL          | 68   | 26            | 44            | 70            | 26            | —             | —  | —        | —        | —        |          |          |
| 1967–68      | Detroit Red Wings   | NHL          | 58   | 30            | 25            | 55            | 26            | —             | —  | —        | —        | —        |          |          |
| 1967–68      | Toronto Maple Leafs | NHL          | 13   | 5             | 12            | 17            | 2             | —             | —  | —        | —        | —        |          |          |
| 1968–69      | Toronto Maple Leafs | NHL          | 75   | 35            | 42            | 77            | 41            | 4             | 1  | 0        | 1        | 0        |          |          |
| 1969–70      | Toronto Maple Leafs | NHL          | 74   | 18            | 42            | 60            | 37            | —             | —  | —        | —        | —        |          |          |
| 1970–71      | Toronto Maple Leafs | NHL          | 73   | 34            | 51            | 85            | 24            | 6             | 0  | 2        | 2        | 2        |          |          |
| 1971–72      | Toronto Maple Leafs | NHL          | 77   | 23            | 50            | 73            | 26            | 5             | 1  | 3        | 4        | 6        |          |          |
| 1972–73      | Toronto Maple Leafs | NHL          | 65   | 20            | 35            | 55            | 10            | —             | —  | —        | —        | —        |          |          |
| 1973–74      | Toronto Maple Leafs | NHL          | 78   | 22            | 47            | 69            | 12            | 4             | 1  | 1        | 2        | 0        |          |          |
| 1974–75      | Toronto Maple Leafs | NHL          | 80   | 9             | 26            | 35            | 8             | 7             | 0  | 0        | 0        | 2        |          |          |
| 1975–76      | Edmonton Oilers     | WHA          | 77   | 31            | 56            | 87            | 12            | 4             | 1  | 3        | 4        | 2        |          |          |
| 1976–77      | Edmonton Oilers     | WHA          | 67   | 16            | 27            | 43            | 28            | 5             | 0  | 3        | 3        | 0        |          |          |
| WCJHL celkem | WCJHL celkem        | WCJHL celkem | 73   | 86            | 92            | 178           | 21            | 24            | 15 | 32       | 47       | 0        |          |          |
| WHL celkem   | WHL celkem          | WHL celkem   | 61   | 26            | 34            | 60            | 23            | 9             | 3  | 1        | 4        | 6        |          |          |
| WHA celkem   | WHA celkem          | WHA celkem   | 144  | 47            | 83            | 130           | 40            | 9             | 1  | 6        | 7        | 2        |          |          |
| NHL celkem   | NHL celkem          | NHL celkem   | 1410 | 490           | 739           | 1229          | 712           | 106           | 30 | 53       | 83       | 67       |          |          |